# Gus Van Sant
Gus Van Sant (født 24. juli 1952) er en amerikansk filminstruktør. Han begyndte sin karriere med at instruere reklamer, men midt i 1980'erne gik han over til at lave spillefilm. Han er nok mest kendt for at instruere Good Will Hunting, som gav ham en Oscar-nominering. Gus Van Sant har også lavet en nutidig remake af Alfred Hitchcocks Psycho fra 1960. Han lavede remake-filmen med nøjagtig de samme fotografiske vinkler som i den gamle version. Filmen havde premiere i 1998 og havde bl.a. danskeren Viggo Mortensen på rollelisten. Derudover vandt han Den Gyldne Palme i 2003 for filmen Elephant.

## Filmografi
- Milk (2008)
- Paranoid park (2007)
- The Time Traveler's Wife (2006)
- Paris, je t'aime (2006)
- Last Days (2005)
- Elephant (2003)
- Best of Bowie (2002)
- Gerry (2002)
- Finding Forrester (2000)
- Psycho (1998)
- Good Will Hunting (1997)
- Ballad of the Skeletons (1997)
- Four Boys in a Volvo (1996)
- Understanding (1996) (TV-film)
- To Die For (1995)
- Even Cowgirls Get the Blues (1993)
- Bowie: The Video Collection (1993)
- My Own Private Idaho (1991)
- Thanksgiving Prayer (1991)
- Drugstore Cowboy (1989)
- Five Ways to Kill Yourself (1987)
- My New Friend (1987)
- Ken Death Gets Out of Jail (1987)
- Mala Noche (1985)
- The Discipline of D.E. (1982)